# Кампиделли, Луиджи
Луиджи Кампиделли , монашеское имя - Пий святого Алоизия (итал. Luigi Campidelli, Pio de San Luigi, 28 апреля 1868 г., Римини, Италия — 2 ноября 1889 г., Казале, Италия) — блаженный Римско-Католической Церкви, монах из монашеского ордена пассионистов.

## Биография
Луиджи Кампиделли родился 28 апреля в крестьянской многодетной семье. В возрасте 12 лет хотел поступить в монастырь, находившийся в Казале, но из-за малого возраста получил отказ. В 1882 году, когда ему было 14 лет, он вновь попробовал поступить в монастырь; его впустили, но только как воспитанника. Через пять лет в 1887 году Луиджи Кампиделли принял монашеские обеты, взяв себе имя Пий святого Алоизия и начал обучаться теологии, чтобы подготовиться к рукоположению в диаконы, однако вскоре заболел туберкулёзом и умер 2 ноября 1889 года в возрасте 21 года.

## Прославление
Луиджи Кампиделли был беатифицирован 17 ноября 1985 года Римским папой Иоанном Павлом II.
День памяти в Католической Церкви — 2 ноября.